# Katja Benrath

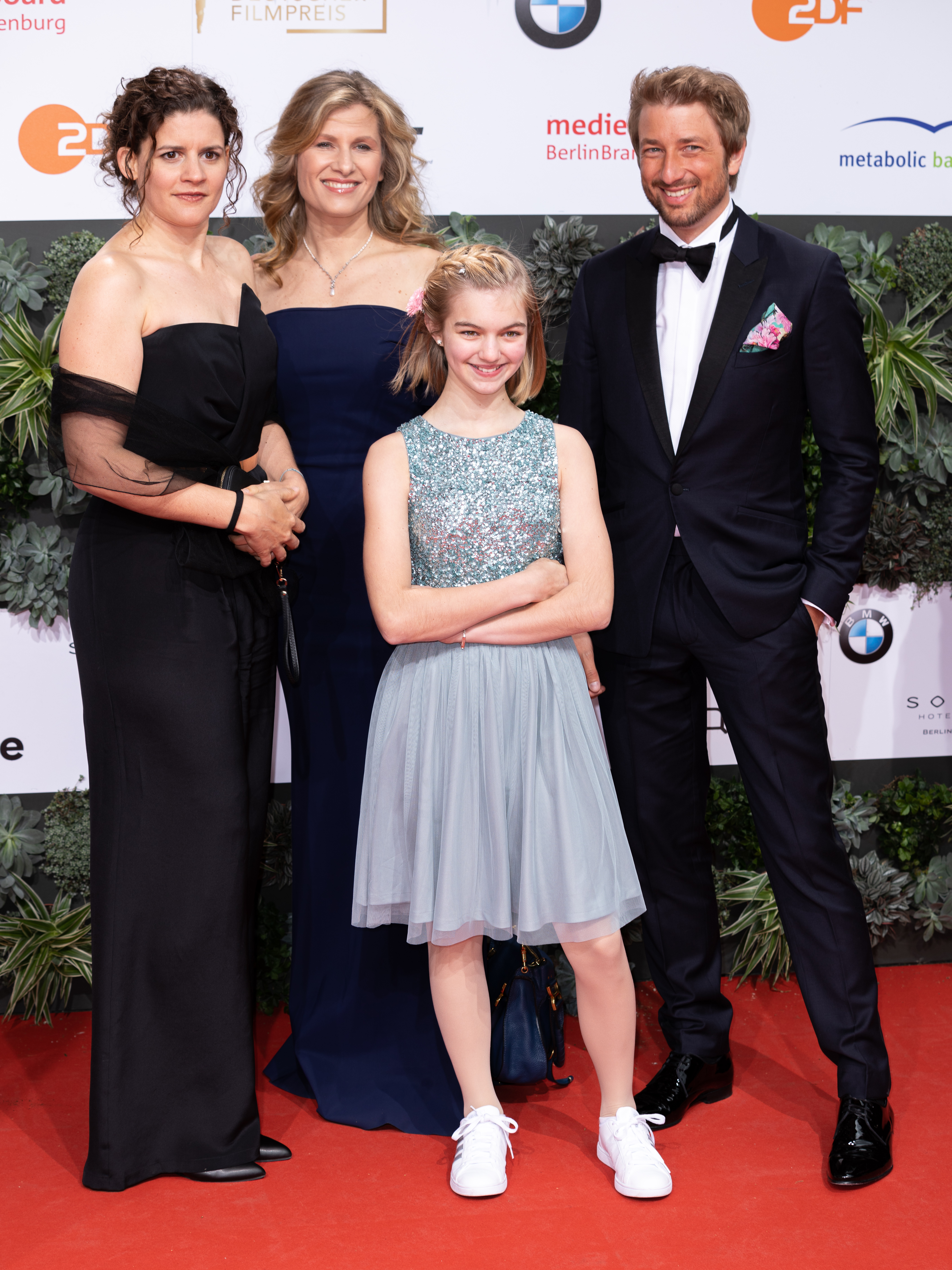
Katja Benrath à esquerda da foto

Katja Benrath (Erbach im Odenwald, 1 de setembro de 1979) é uma atriz e cineasta alemã. Foi indicada ao Oscar de melhor curta-metragem em live action na edição de 2018 pela realização da obra Watu Wote.